# Nieszawa
Nieszawa (in tedesco Nessau) è una città polacca del distretto di Aleksandrów Kujawski nel voivodato della Cuiavia-Pomerania.
Ricopre una superficie di 9,79 km² e nel 2007 contava 2 022 abitanti.